# Жорже Кадете
Жорже Кадете (порт. Jorge Cadete, нар. 27 серпня 1968, Пемба) — португальський футболіст, відомий виступами за «Спортінг», «Селтік», «Сельту», «Бенфіку».

## Біографія
Кадете почав кар'єру в молодіжній команді клубу «Академіка Санітаріум». У 1987 році Кадете дебютував в Сангріш-лізі, провівши 6 матчів за «Спортінг». У 1987 році він на правах оренди він перейшов в «Віторію» (Сетубал). У сезоні 1992-1993 Жорже з 18 голами став найкращим бомбардиром чемпіонату Португалії. У 1995 році він допоміг «Спортінгу» завоювати Кубок Португалії. У сезоні 1994-1995 Жорже виступав на правах оренди за італійську «Брешію».
У квітні 1996 року Кадете підписав контракт з шотландським «Селтіком», як вільний агент. Він дебютував з шотландської Прем'єр лізі, вийшовши на заміну в матчі проти «Абердіна» і зміг забити свій перший гол за новий клуб вже в дебютному матчі. З голландцем П'єром ван Хойдоноком і італійцем Паоло Ді Каніо вони утворили одну з найбільш грізних зв'язок шотландської першості і отримали прізвисько «Три Аміго». У наступному сезоні Кадете став найкращим бомбардиром Прем'єр ліги забивши 33 голи у 44 матчах.
Новий сезон Кадете почав в Ла Лізі в клубі «Сельта». В Іспанії він провів один сезон і вже в січні повернувся на батьківщину в «Бенфіку». На початку 2000 року Жорже перейшов на правах оренди в англійський «Бредфорд Сіті». За клуб він провів всього 7 матчів і незабаром повернувся до Португалії, але знову був відданий в оренду в команду «Ештрела». Керівництво «орлів» не стало продовжувати контракт і Кадете став вільним агентом. Незабаром шотландський «Партік Тісл» запропонував йому контракт. Кадетові виступав дуже слабо і незабаром покинув команду. Після невдалих спроб влаштуватися в Катарі, Японії і нижчих дивізіонах шотландської ліги він повернувся на батьківщину, де кілька років виступав за напівпрофесійні команди «Піньялновеншу» і «Сан Маркош». У 2007 році Кадете завершив кар'єру.

## Титули і досягнення
- Суперкубок Португалії
  - Володар (1): 1995
- Чемпіонат Португалії
  - Найкращий бомбардир (1): 1992-93
- Чемпіонат Шотландії
  - Найкращий бомбардир (1): 1996-97